# Jens Timmermans
Jens Timmermans (Leiderdorp, 17 april 1975) is een voormalige Nederlandse radiodiskjockey.

## Carrière
Timmermans begon zijn radioloopbaan in 1993 bij Radio Leiderdorp. Hierna volgden nog N44-FM in Wassenaar en Haaglanden Radio NRG 106.3 ("eNeRGy") in de regio Den Haag-Delft. Als stagiair kreeg hij in 1997 een plaats bij de Technische Dienst van Radio 538, waarna hij op 4 oktober zijn eerste programma presenteerde.
Timmermans presenteerde tot september 2007 elke zaterdag- en zondagavond het programma Stappen met flappen. Verder presenteerde hij van maart 2005 tot september 2007 ook het zondagochtendprogramma D'r uit met Froukje en Jens. In 2006 stopte Froukje de Both met het presenteren van dat programma en werd de naam ingekort tot D'r uit met Jens!.
Vanaf september 2007 nam Timmermans het programma Greatest Hits over, dat elke werkdag van 10:00 tot 12:00 uur was te horen. Ook was hij enige jaren de vaste vervanger van Jeroen Nieuwenhuize bij de Nederlandse Top 40. 
In het voorjaar van 2007 was Timmermans regelmatig op televisie te zien als deskundige in het Tien-programma Entertainment Live.
In 2012 verhuisde Timmermans weer terug naar de zondagochtend voor het programma D'r uit met Jens!. Timmermans kreeg naast zijn dj-werk de functie Manager NuTalent. Hij ging jonge radiomakers begeleiden. Op 24 december 2017 stopte Timmermans met het presenteren van radioprogramma's, omdat hij zijn weekendprogramma niet kon combineren met zijn gezinsleven.
Naast het presenteren van radioprogramma's was Timmermans achter de schermen actief bij moederbedrijf Talpa in diverse leidinggevende technische rollen: Manager Broadcast Facilities, Manager Broadcast Facilities & ICT, Manager Broadcast Radio & TV. 
In maart 2020 ging hij aan de slag als Business Director Radio en werd hiermee verantwoordelijk voor de zakelijke kant van de radiobedrijven van Talpa Network. In deze rol was hij direct betrokken bij de veiling van DAB+ capaciteit en de verdeling van de FM-frequenties. 
Na de veiling van de frequenties besloot Jens Timmermans voor zichzelf te beginnen met 'Met Jens'. 
In januari 2021 keerde Timmermans tijdelijk terug als invaller bij Radio Veronica.